# Манассия II (хазарский царь)
Манассия (Менаше) бен Завулон — царь Хазарского каганата, правивший примерно в середине IX века.

## Биография
Был сыном царя Завулона из рода Буланидов.
О правлении Манассии фактически ничего неизвестно, его имя лишь сообщает без подробностей в краткой редакции письма хазарский царь Иосиф, но в пространной редакции письма царя Иосифа имя этого хазарского царя названо — Моисей.
После Манассии правил его сын Нисси.